# Efeitos regionais do aquecimento global

Temperaturas globais médias de 2010 a 2019 em comparação com a média da linha de base de 1951 a 1978. Fonte: NASA.

Os efeitos regionais do aquecimento global são mudanças significativas a longo termo nos padrões esperados de clima médio duma região específica devido ao aquecimento global . A temperatura média mundial está a subir devido ao efeito de estufa causado pelo aumento dos níveis de gases de efeito estufa, em especial o dióxido de carbono Quando a temperatura global muda, não se espera que as mudanças no clima sejam uniformes em toda a Terra. As áreas terrestres mudam mais rapidamente que os oceanos, e as altas latitudes do norte mudam mais rapidamente que os trópicos, e as margens das regiões de bioma mudam mais depressa que os núcleos.
Os efeitos regionais do aquecimento global variam em natureza. Alguns são o resultado de uma mudança global generalizada, como o diminuição da temperatura, resultando em efeitos locais, como o derretimento do gelo. Noutros casos, uma mudança pode estar ligada a  mudanças numa determinada corrente oceânica ou sistema climático. Nesses casos, o efeito regional pode ser desproporcional e não seguirá necessariamente a tendência global. As temperaturas crescentes dos gases de efeito estufa têm causado o aumento do nível do mar há muitos anos.
Há três formas principais pelas quais o aquecimento global fará mudanças no clima regional: derretendo ou formando gelo, alterando o ciclo hidrológico (de evaporação e precipitação ) e alterando as correntes nos oceanos e os fluxos de ar na atmosfera. A costa também pode ser considerada uma região e sofrerá graves impactos advindos da elevação do nível do mar.

Média do CMIP5 das projeções do modelo climático para 2081–2100 em relação a 1986–2005, em cenários de baixa e alta emissão.

O Ártico, a África, as pequenas ilhas e as megadeltas asiáticas são regiões que provavelmente serão afetadas pelas mudanças climáticas futuras. A África é um dos continentes mais vulneráveis à variabilidade e mudança climática, devido às múltiplas tensões existentes e à baixa capacidade de adaptação . Prevê-se que as mudanças climáticas diminuam a disponibilidade de água doce na Ásia central, sul, leste e sudeste, particularmente em grandes bacias hidrográficas . Com o crescimento da população e a crescente demanda por padrões de vida mais altos, essa queda pode afetar adversamente mais de um bilhão de pessoas até a década de 2050. Pequenas ilhas, localizadas nos trópicos ou em latitudes mais altas, já estão expostas a eventos climáticos extremos e mudanças no nível do mar. Essa exposição existente provavelmente tornará essas áreas sensíveis aos efeitos das mudanças climáticas.

## Pano de fundo
Com uma confiança muito alta, os cientistas concluíram que os sistemas físicos e biológicos em todos os continentes e na maioria dos oceanos foram afetados por mudanças climáticas recentes, particularmente aumentos regionais de temperatura. Os impactos incluem mudanças nos padrões regionais de chuvas, folhas mais cedo de árvores e plantas em muitas regiões; movimentos de espécies para latitudes e altitudes mais altas no Hemisfério Norte; mudanças nas migrações de aves na Europa, América do Norte e Austrália; e mudança do plâncton e dos peixes dos oceanos de comunidades adaptadas ao frio e ao calor.
A influência humana no clima pode ser vista no padrão geográfico do aquecimento observado, com maiores aumentos de temperatura na terra e nas regiões polares, e não nos oceanos. :6 Usando modelos, é possível identificar o "sinal" humano do aquecimento global nas áreas terrestre e oceânica.  :6

## Impactos regionais
Os destaques dos impactos regionais recentes e projetados são mostrados abaixo:

### Impactos na África
- A África é um dos continentes mais vulneráveis à variabilidade e mudança climática, devido às múltiplas tensões existentes e à baixa capacidade de adaptação . As tensões existentes incluem pobreza, conflitos políticos e degradação do ecossistema .
- Em 2050, entre 350 milhões e 601 milhões de pessoas deverão sofrer um aumento do estresse hídrico devido às mudanças climáticas
- Prevê-se que a variabilidade e as mudanças climáticas comprometam gravemente a produção agrícola, incluindo o acesso a alimentos, em toda a África, o que significa que haverá alta insegurança alimentar.
- No final do século XXI, o aumento projetado do nível do mar provavelmente afetará áreas costeiras baixas com grandes populações
- A variabilidade e a mudança climática podem afetar negativamente a saúde humana . Em muitos países africanos, outros fatores já ameaçam a saúde humana. Por exemplo, a malária ameaça a saúde no sul da África e nas Terras Altas Orientais .

### Impactos no Ártico e Antártico
- As mudanças climáticas no Ártico provavelmente reduzirão a espessura e extensão das geleiras e mantos de gelo.
- Mudanças nos ecossistemas naturais provavelmente terão efeitos prejudiciais em muitos organismos, incluindo aves migratórias, mamíferos e predadores mais altos. As mudanças climáticas provavelmente causarão mudanças nas estruturas de dominância nas comunidades vegetais, com arbustos em expansão[8]
- No Ártico, as mudanças climáticas provavelmente reduzirão a extensão do gelo marinho e do permafrost, o que pode ter efeitos mistos nos assentamentos humanos. Os impactos negativos podem incluir danos à infraestrutura e alterações nas atividades de inverno, como pesca no gelo e transporte rodoviário no gelo. Impactos positivos podem incluir rotas marítimas do norte mais navegáveis.
- A degradação contínua do permafrost provavelmente resultará em infraestrutura instável nas regiões do Ártico ou no Alasca antes de 2100. Assim, impactar estradas, tubulações e edifícios, bem como a distribuição de água, causa falhas na encosta .[9]
- A redução e o derretimento do permafrost, o aumento do nível do mar e as tempestades mais fortes podem piorar a erosão costeira.
- Prevê-se que os ecossistemas e habitats terrestres e marinhos estejam em risco para espécies invasoras, à medida que as barreiras climáticas são reduzidas nas duas regiões polares.

### Impactos na Ásia
- Os glaciares da Ásia estão a derreter a um ritmo mais rápido do que o documentado em registo históricos. O derretimento dos glaciares aumenta os riscos de inundações e avalanches de rochas de encostas desestabilizadas.
- Prevê-se que as mudanças climáticas diminuam a disponibilidade de água doce na Ásia central, sul, leste e sudeste, particularmente em grandes bacias hidrográficas. Com o crescimento da população e a crescente demanda de padrões de vida mais altos, essa queda pode afetar adversamente mais dum bilião  de pessoas até 2050.
- O aumento das inundações do mar e, nalguns casos, dos rios, ameaça as áreas costeiras, especialmente as regiões delta densamente povoadas no sul, leste e sudeste da Ásia.
- Em meados do século XXI, a produção agrícola poderá aumentar até 20% no leste e sudeste da Ásia. No mesmo período, os rendimentos podem diminuir em até 30% no centro e sul da Ásia.
- Prevê-se que a doença e a morte devidas a doenças diarreicas aumentem no leste, sul e sudeste da Ásia devido às mudanças projetadas no ciclo hidrológico associado às mudanças climáticas.
- A demanda agrícola das culturas da China leva à degradação e modificação da terra, o que, por sua vez, leva ao aumento das emissões de gases de efeito estufa. Fator ambiental#Drivers socioeconómicos

### Impactos na Europa
- Impactos abrangentes das mudanças climáticas já foram documentados na Europa. Esses impactos incluem glaciares em retirada, estações de crescimento mais longas, mudanças na faixa de espécies e impactos na saúde relacionados às vagas de calor.
- Prevê-se que os impactos futuros das mudanças climáticas afetem negativamente quase todas as regiões da Europa. Muitos setores económicos, como agricultura e energia, podem enfrentar desafios.
- No sul da Europa, temperaturas mais altas e secas podem reduzir a disponibilidade de água, o potencial hidoelétrico, o turismo de verão e a produtividade das culturas.
- Na Europa Central e Oriental, projeta-se que a precipitação estival diminua, causando problemas hídricos. Prevê-se que a produtividade das florestas diminua. Prevê-se também que a frequência de incêndios em turfeiras aumente.
- No norte da Europa, as mudanças climáticas são projetadas inicialmente para trazer efeitos mistos, incluindo alguns benefícios, como redução da demanda por aquecimento, aumento da produção agrícola e aumento do crescimento da floresta. No entanto, à medida que a mudança climática continua, os impactos negativos provavelmente superam os benefícios. Isso inclui inundações de invernos mais frequentes, ecossistemas ameaçados e crescente instabilidade do solo.

### Impactos na América do Sul
- Em meados do século, projeta-se aumento da temperatura e diminuição da umidade do solo para fazer com que a savana substitua gradualmente a floresta tropical na bacia oriental da Amazónia .
- Em áreas mais secas, as mudanças climáticas provavelmente piorarão a seca, levando à salinização (aumento do teor de sal) e à desertificação (degradação da terra) das terras agrícolas. Prevê-se que a produtividade do gado e algumas culturas importantes, como milho e café, diminuam, com consequências adversas para a segurança alimentar. Nas zonas temperadas, projeta-se que a produtividade da soja aumente.
- A elevação do nível do mar é projetada para aumentar o risco de inundações, deslocamento de pessoas, salinização dos recursos de água potável e erosão costeira em áreas baixas.
- Projeta-se que as mudanças nos padrões de precipitação e o derretimento das geleiras afetem significativamente a disponibilidade de água para consumo humano, agricultura e geração de energia.[10]

### Impactos na América do Norte

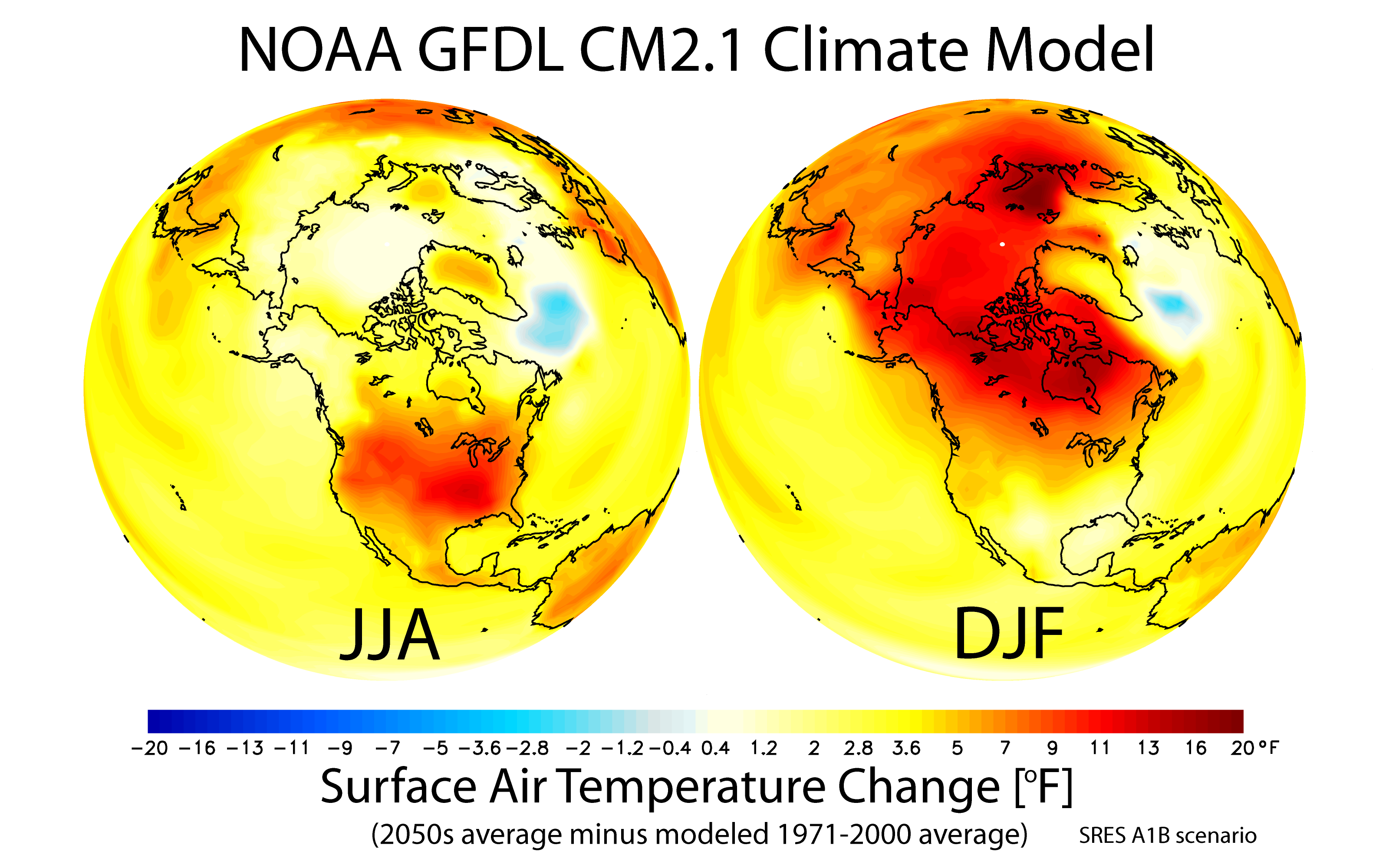
Mudança projetada na temperatura média sazonal do ar na superfície do final do século XX (média 1971-2000) para o século XXI médio (2051-2060). O painel esquerdo mostra alterações nas médias sazonais de junho a julho-agosto (JJA) e o painel direito mostra as alterações em dezembro-janeiro-fevereiro (DJF). A mudança é uma resposta ao aumento das concentrações atmosféricas de gases de efeito estufa e aerossóis com base em uma estimativa "no meio da estrada" de emissões futuras (cenário de emissões SRES A1B). O aquecimento é projetado para ser maior nos continentes do que nos oceanos, e é maior em altas latitudes do Hemisfério Norte durante o inverno no Hemisfério Norte (DJF) (Crédito: Laboratório de Dinâmica de Fluidos Geofísicos da NOAA).

- Prevê-se que o aquecimento nas montanhas ocidentais diminua a neve, aumente as inundações no inverno e reduza os fluxos de verão, exacerbando a competição por recursos hídricos superalocados.
- Prevê-se que distúrbios causados por pragas, doenças e incêndios afetem cada vez mais as florestas, com longos períodos de alto risco de incêndio e grandes aumentos na área queimada.
- Prevê-se que as mudanças climáticas moderadas nas primeiras décadas do século aumentem a produtividade agregada da agricultura de sequeiro em 5-20%, mas com variabilidade importante entre as regiões. As lavouras que estão próximas do final quente de sua faixa adequada ou que dependem de recursos hídricos altamente utilizados provavelmente enfrentarão grandes desafios.
- Aumentos no número, intensidade e duração das ondas de calor ao longo do século são projetados para desafiar ainda mais as cidades que atualmente sofrem ondas de calor, com potencial para impactos adversos à saúde. Populações mais velhas estão em maior risco.
- As mudanças climáticas provavelmente estressarão cada vez mais as comunidades e habitats costeiros, agravando as tensões existentes de desenvolvimento e poluição.

Em 2019, as mudanças climáticas já aumentaram a frequência e a energia dos incêndios no Canadá, especialmente em Alberta .

### Impactos na Oceania
- Prevê-se que os problemas de segurança hídrica se intensifiquem até 2030 no sul e no leste da Austrália e no norte e em algumas partes do leste da Nova Zelândia .
- Prevê-se que uma perda significativa de biodiversidade ocorra até 2020 em alguns locais ecologicamente ricos, incluindo a Grande Barreira de Corais e os Trópicos Molhados de Queensland .
- A elevação do nível do mar e tempestades mais severas e inundações costeiras provavelmente impactarão as áreas costeiras. O desenvolvimento costeiro e o crescimento populacional em áreas como Cairns e Sudeste de Queensland (Austrália) e Northland to Bay of Plenty (Nova Zelândia) colocariam mais pessoas e infraestrutura em risco.
- Em 2030, projeta-se que o aumento da seca e do incêndio cause declínios na produção agrícola e florestal em grande parte do sul e leste da Austrália e em partes do leste da Nova Zelândia.
- É provável que eventos extremos de tempestades aumentem a falha na proteção da planície de inundação e a drenagem e esgoto urbanos, bem como os danos causados por tempestades e incêndios.
- Mais ondas de calor podem causar mais mortes e mais apagões elétricos .

### Impactos nas Pequenas Ilhas
- Pequenas ilhas, localizadas nos trópicos ou em latitudes mais altas, já estão expostas a eventos climáticos extremos e mudanças no nível do mar. Essa exposição existente provavelmente tornará essas áreas sensíveis aos efeitos das mudanças climáticas.
- A deterioração das condições costeiras, como erosão de praias e branqueamento de corais, provavelmente afetará recursos locais, como a pesca, bem como o valor dos destinos turísticos.
- O aumento do nível do mar é projetado para piorar as inundações, as tempestades, a erosão e outros riscos costeiros . Esses impactos ameaçariam infra-estrutura, assentamentos e instalações vitais que apóiam o sustento das comunidades insulares.
- Em meados do século, em muitas pequenas ilhas (como o Caribe e o Pacífico ), as mudanças climáticas devem reduzir os recursos hídricos já limitados, a ponto de se tornarem insuficientes para atender à demanda durante períodos de baixa pluviosidade.
- Prevê-se que a invasão por espécies não nativas aumente com temperaturas mais altas, particularmente em ilhas de média e alta latitude.

#### Inundação, deslocamento e soberania nacional de pequenas ilhas
Segundo o académico Tsosie, as disparidades ambientais entre comunidades desfavorecidas, incluindo minorias pobres e raciais, se estendem às desigualdades globais entre os países desenvolvidos e em desenvolvimento. Por exemplo, de acordo com Barnett, J. e Adger, WN, o dano projetado às pequenas ilhas e comunidades atol será uma consequência das mudanças climáticas causadas pelos países em desenvolvimento que afetarão desproporcionalmente esses países em desenvolvimento.
O aumento do nível do mar] e o aumento de ciclones tropicais devem colocar pequenas ilhas baixas nas regiões do Pacífico, Índia e Caribe em risco de inundação e deslocamento da população.
De acordo com o estudo de N. Mimura sobre a vulnerabilidade dos países insulares no Pacífico Sul à elevação do nível do mar e às mudanças climáticas, as populações insulares financeiramente sobrecarregadas que vivem nas regiões mais baixas são mais vulneráveis aos riscos de inundação e deslocamento. Nas ilhas de Fiji, Tonga e Samoa Ocidental, por exemplo, altas concentrações de migrantes que saíram de ilhas exteriores habitam áreas baixas e inseguras ao longo da costa.
Os países atóis, que incluem países compostos inteiramente da menor forma de ilha, chamada motus, correm risco de deslocamento total da população. Essas nações incluem Kiribati, Maldivas, Ilhas Marshall, Tokelau e Tuvalu . De acordo com um estudo sobre os perigos climáticos para os países atóis, as características das ilhas atóis que os tornam vulneráveis ao aumento do nível do mar e outros impactos das mudanças climáticas incluem seu tamanho pequeno, isolamento de outras terras, recursos de baixa renda e falta de infraestrutura de proteção .
Um estudo que envolveu as experiências de moradores em comunidades atol descobriu que as identidades culturais dessas populações estão fortemente ligadas a essas terras. O risco de perder essas terras, portanto, ameaça a soberania nacional, ou o direito à autodeterminação, dos países atóis. Ativistas de direitos humanos argumentam que a perda potencial de países atóis inteiros e, conseqüentemente, a perda de culturas e formas de vida indígenas não podem ser compensadas com recursos financeiros.  Alguns pesquisadores sugerem que o foco dos diálogos internacionais sobre essas questões deve mudar de maneiras de realocar comunidades inteiras para estratégias que, em vez disso, permitem que essas comunidades permaneçam em suas terras.

## Regiões especialmente afetadas
O Ártico, a África, as pequenas ilhas e as megadeltas asiáticas são regiões que provavelmente serão afetadas pelas mudanças climáticas futuras.
Noutras áreas, algumas pessoas estão particularmente em risco de futuras mudanças climáticas, como os pobres, crianças pequenas e idosos.

### Gelo marinho do Ártico

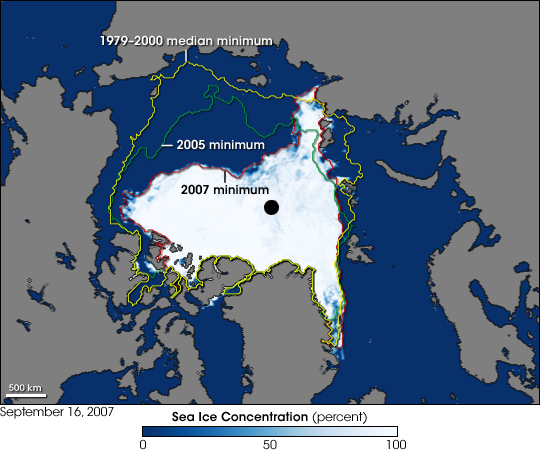
Mínima de gelo marinho do Ártico em 2005, 2007 e média entre 1979-2000.

Projeções recentes de perda de gelo do mar sugerem que o oceano Ártico provavelmente estará livre do gelo do verão no verão entre 2059 e 2078.
Os modelos que mostram a diminuição do gelo marinho também mostram uma diminuição correspondente no habitat dos ursos polares . Alguns cientistas vêem o urso polar como uma espécie que será afetada primeiro e mais severamente pelo aquecimento global porque é um predador de alto nível no Ártico, que é projetado para aquecer mais do que a média global. Relatórios recentes mostram ursos polares recorrendo ao canibalismo, e cientistas afirmam que esses são os únicos casos que observaram de ursos polares perseguindo e matando uns aos outros por comida.

### Antártica

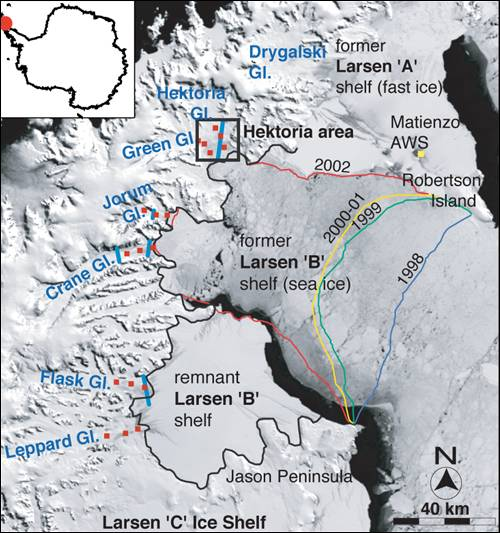
O colapso de Larsen B, mostrando a extensão decrescente da prateleira de 1998 a 2002

A península antártica perdeu várias prateleiras de gelo recentemente. Estas são grandes áreas de gelo flutuante que são alimentadas por geleiras. Muitos são do tamanho de um país pequeno. O súbito colapso da plataforma de gelo Larsen B em 2002 levou 5 semanas ou menos e pode ter sido devido ao aquecimento global. O Larsen B já era estável por até 12.000 anos.

### Groenlândia
À medida que o manto de gelo da Groenlândia perde massa devido à separação dos icebergs, bem como o derretimento do gelo, esses processos tendem a acelerar a perda do manto de gelo.
O IPCC sugere que a Groenlândia se torne livre de gelo a cerca de 5 graus Celsius em relação aos níveis pré-industriais,     mas pesquisas subsequentes comparando dados do período Eemiano sugerem que a camada de gelo permanecerá pelo menos em parte a essas temperaturas. O volume de gelo na chapa da Groenlândia é suficiente para causar um aumento global do nível do mar de 7 metros. Levaria 3.000 anos para derreter completamente a camada de gelo da Groenlândia. Este valor foi derivado dos níveis assumidos de gases de efeito estufa ao longo da duração do experimento. Na realidade, é claro que esses níveis de gases de efeito estufa são afetados por emissões futuras e podem diferir das suposições feitas no modelo.

### Glaciares
O recuo das geleiras não afeta apenas as comunidades e os ecossistemas ao redor da geleira real, mas toda a região a jusante. O exemplo mais notável disso é a Índia, onde sistemas fluviais como o Indus e o Ganges são finalmente alimentados por água derretida glacial do Himalaia . A perda dessas geleiras terá efeitos dramáticos na região a jusante, aumentando o risco de seca, à medida que menores fluxos de água derretida reduzem os fluxos dos rios no verão , a menos que a precipitação no verão aumente. Padrões alterados de inundação também podem afetar a fertilidade do solo .

O platô tibetano contém a terceira maior loja de gelo do mundo. Qin Dahe, ex-chefe da Administração Meteorológica da China, disse que o recente ritmo acelerado de derretimento e temperaturas mais altas será bom para a agricultura e o turismo a curto prazo; mas emitiu um forte aviso: 
 "As temperaturas estão subindo quatro vezes mais rápido do que em outras partes da China, e as geleiras tibetanas estão recuando a uma velocidade maior do que em qualquer outra parte do mundo. . . No curto prazo, isso fará com que os lagos se expandam e tragam inundações e fluxos de lama. . . . A longo prazo, as geleiras são linhas de vida vitais para os rios asiáticos, incluindo o Indus e o Ganges . Quando desaparecerem, o suprimento de água nessas regiões ficará em perigo. " 

### Regiões Permafrost
As regiões de permafrost cobrem grande parte do Ártico. Em muitas áreas, o permafrost está derretendo, levando à formação de uma paisagem ondulada e pantanosa cheia de lagos termokarst e padrões distintos de árvores bêbadas . O processo de fusão do permafrost é complexo e pouco conhecido, pois os modelos existentes não incluem efeitos de realimentação, como o calor gerado pela decomposição.
Estima-se que os solos de permafrost do Ártico armazenem duas vezes mais carbono do que atualmente está presente na atmosfera na forma de CO2. O aquecimento no Ártico está causando um aumento nas emissões de CO2 e metano (CH 4 ).

## Precipitação e mudanças de vegetação

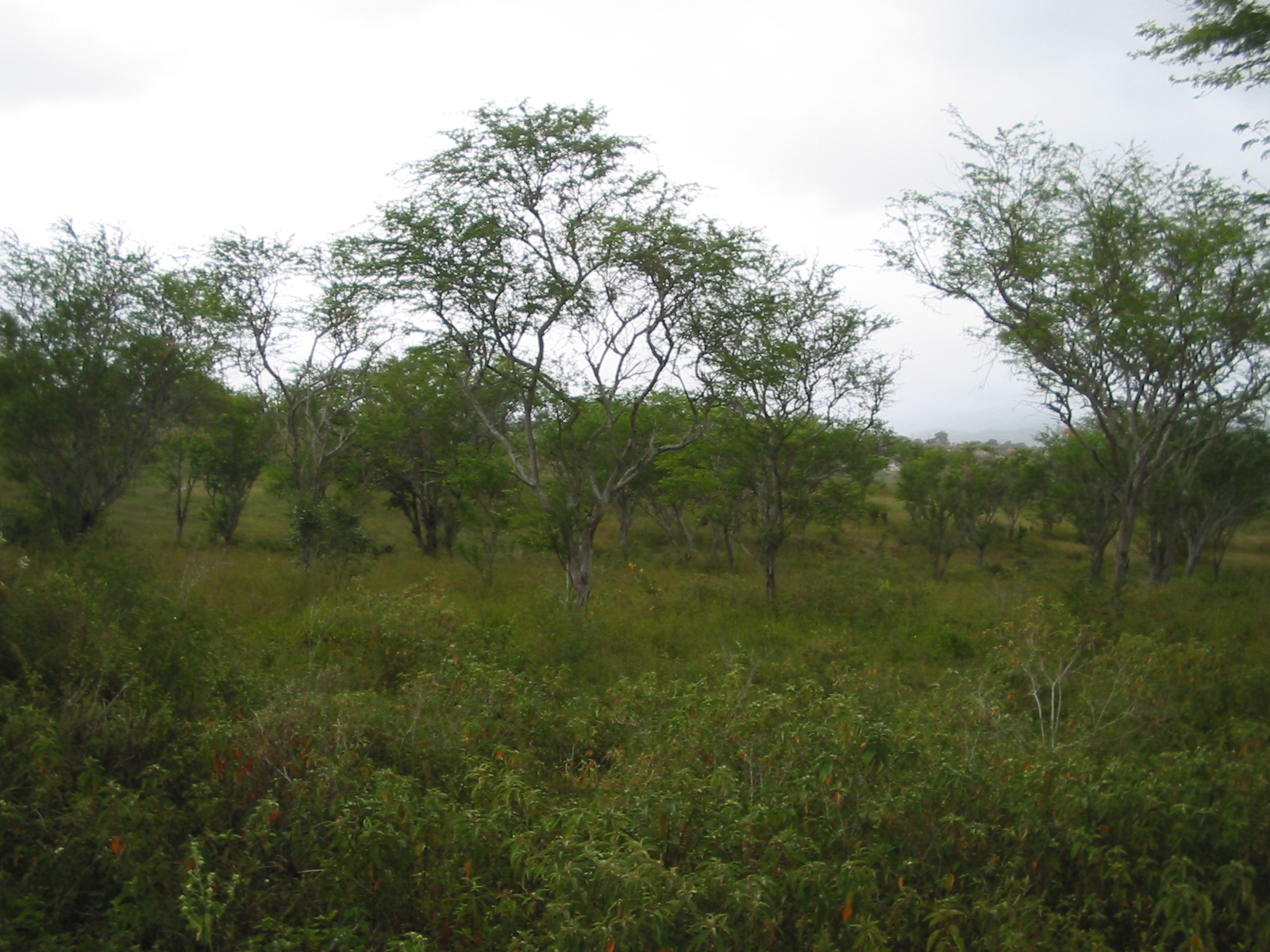
A floresta amazónica oriental pode ser substituída pela vegetação da Caatinga como resultado do aquecimento global.

### Regiões ártica e alpina
Presume-se que os ecossistemas polares e alpinos sejam particularmente vulneráveis às mudanças climáticas, pois seus organismos habitam a temperaturas logo acima do limiar de zero grau para uma estação de crescimento de verão muito curta. Prevê-se que as mudanças previstas no clima nos próximos 100 anos sejam substanciais nas regiões árticas e subárticas. Já há evidências de mudanças ascendentes de plantas nas montanhas e nos arbustos do Ártico devem aumentar substancialmente com o aquecimento

### Amazonas
Um estudo de modelagem sugeriu que a extensão da floresta amazónica pode ser reduzida em 70% se o aquecimento global continuar descontrolado, devido a mudanças na precipitação regional que resultam do enfraquecimento da circulação tropical em larga escala.

### América do Norte
Até ao ano 2100, tempestades severas que costumavam ocorrer em média uma vez a cada 20, 50 ou 100 anos ("vinte anos", "cinquenta anos" e "cem anos") podem ocorrer a cada dois anos, de acordo com um estudo publicado em junho de 2020 em Proceedings of the National Academy of Sciences.

### Saara
Alguns estudos sugerem que o deserto do Saara pode ter sido mais vegetado durante o período mais quente do Holoceno Médio, e que o aquecimento futuro pode resultar em padrões semelhantes.

### Sahel
Alguns estudos descobriram um esverdeamento do Sahel devido ao aquecimento global. Outros modelos climáticos prevêem "uma duplicação do número de anos anomalamente secos [no Sahel] até ao final do século".

### Expansão do deserto
A expansão dos desertos subtropicais é esperada como resultado do aquecimento global, devido à expansão da célula de Hadley .

## Regiões costeiras

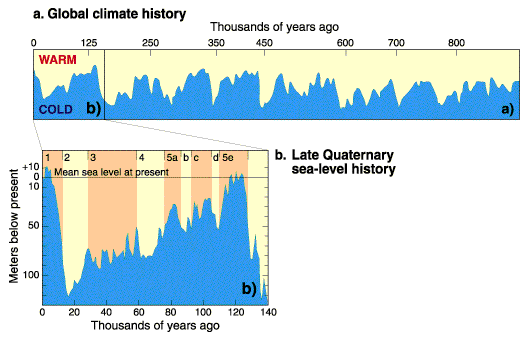
Alterações passadas no nível do mar e temperaturas relativas. O aquecimento global deverá afetar drasticamente o nível do mar.

Atualmente, o nível global do mar está subindo devido à expansão térmica da água nos oceanos e à adição de água das camadas de gelo . Por esse motivo, há áreas costeiras baixas, muitas das quais são densamente povoadas, correm o risco de inundações.
Áreas ameaçadas pelo atual aumento do nível do mar incluem Tuvalu  e as Maldivas .    regiões propensas a tempestades, como Londres, também são ameaçadas.
Na região costeira do estado de Santa Catarina no Brasil, as cidades de Florianópolis, Joinville, Jaguaruna, Tijucas e São Francisco do Sul teriam regiões que ficariam submersas até o ano de 2050 segundo dados da plataforma Climate Central.

## Efeitos oceânicos
Foi sugerido que um desligamento da circulação termohalina do Atlântico pode resultar em um resfriamento relativo da região do Atlântico Norte em até 8 °C em determinados locais. Pesquisas recentes sugerem que esse processo ainda não está em andamento.

## Temperaturas tropicais da superfície e da troposfera
Nos trópicos, considerações físicas básicas, modelos climáticos e vários conjuntos de dados independentes indicam que a tendência de aquecimento devido a gases de efeito estufa bem misturados deve ser mais rápida na troposfera do que na superfície.

## Vêr também
- Zona de Convergência Intertropical (ITCZ)
- Quarto Relatório de Avaliação do IPCC
- Pequenos Estados Insulares em Desenvolvimento
- Parada da circulação termohalina